# Droga Staromorawska

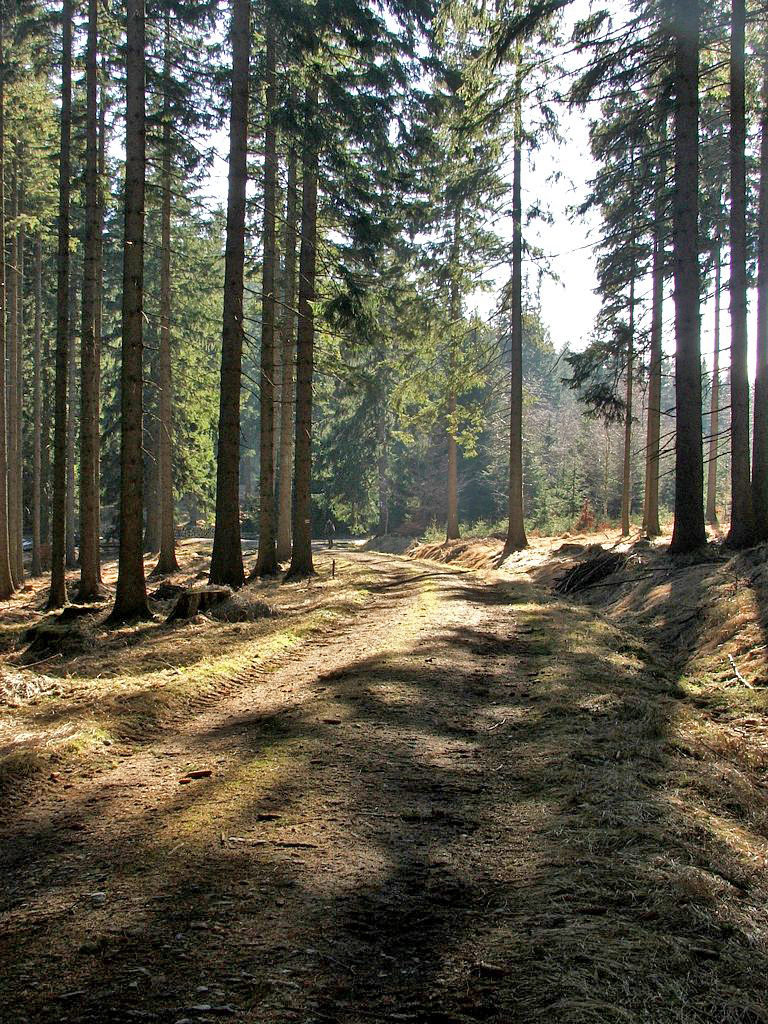
Droga Staromorawska dochodząca do Przełęczy Staromorawskiej

Droga Staromorawska  (dawniej niem. Altmährische Strasse) – górska droga leśna w Masywie Śnieżnika, w gminie Stronie Śląskie (powiat kłodzki).

## Przebieg i opis
Jest to droga leśna w Sudetach Wschodnich, na obszarze Masywu Śnieżnika, prowadząca przez teren Śnieżnickiego Parku Krajobrazowego od Przełęczy Staromorawskiej do przejścia granicznego na Przełęczy Płoszczyna. Trasa ma długość 2,1 km przy różnicy wzniesień poniżej 30 m. Drogą Staromorawską nazwany jest odcinek starej drogi pomiędzy Przełęczą Staromorawską a Przełęczą Płoszczyna, która w średniowieczu prowadziła z Bolesławowa na Przełęcz Płoszczyna, grzbietem Zawady wznoszącym się nad Bolesławowem. Jest starsza od Drogi Morawskiej.

## Historia
Droga znana była już w średniowieczu i do XIX wieku miała bardzo ważne znaczenie handlowe oraz stanowiła połączenie ośrodków przemysłowych po obu stronach gór. Po wybudowaniu Drogi Morawskiej znaczenie drogi spadło. Nad drogą, na północnym zboczu wzniesienia Rykowisko w pobliżu Przełęczy Płoszczyna, pod koniec wojny trzydziestoletniej wojska szwedzkie zbudowały ziemno-żwirowe szańce nazwane „Szwedzkimi Szańcami”, których pozostałości zachowały się do dziś i widoczne są z zielonego szlaku prowadzącego na Śnieżnik. Obecnie droga jest prawie nieuczęszczana i zaliczana jest do zapomnianych dróg w Masywie Śnieżnika.